# Mont Irma-LeVasseur
La mont Irma-LeVasseur est une colline de la ville de Québec.

## Toponymie
Selon la Commission de toponymie du Québec, qui a officialisé son nom le 24 février 1983, la colline rend hommage à Irma LeVasseur, première femme à devenir médecin au Québec et fondatrice du centre hospitalier universitaire Sainte-Justine et de l'hôpital de l'Enfant-Jésus. 

## Géographie
Le mont Irma-LeVasseur est situé sur le rebord sud des Laurentides. Cette colline boisée est située à la rencontre des quartiers de Notre-Dame-des-Laurentides, de Lac-Saint-Charles et de Saint-Émile. Elle est ceinturée à l'est par l'autoroute 73, qui la contourne à sa base.